# Voivodia de Kalisz

## Voivodia de Kalisz 1975-1998

Localização da voivodia de Kalisz no mapa da divisão administrativa da Polônia entre 1975 e 1998

Voivodia de Kalisz 1975-1998 (polonês: województwo kaliskie) foi uma unidade de divisão administrativa e governo local da Polônia nos anos 1975-1998, substituída pela voivodia da Grande Polônia. Tinha uma área de 6 512 km² contendo 20 cidades e 53 gminy.
Capital: Kalisz
Principais cidades
(população em 31 de dezembro de 1998)
- Kalisz - 106 641
- Ostrów Wielkopolski - 74 728
- Krotoszyn - 29 221
- Jarocin - 25 935
- Pleszew - 18 512
- Kępno - 15 041
- Ostrzeszów - 14 637
- Syców - 10 670

População total
- 1975 - 644 000
- 1980 - 668 000
- 1985 - 696 400
- 1990 - 710 700
- 1995 - 722 000
- 1998 - 724 800

## Voivodia de Kalisz século XIV c.-1793
Voivodia de Kalisz século XIV  c.-1793 (polonês: województwo kaliskie, latim: Palatinatus Calisiensis) foi uma unidade administrativa da Polônia desde o século XIV até as Partições da Polônia 1772-1795. Fez parte da província da Grande Polônia e tinha uma área de 15 320 km².
Sede do governo da voivodia
- Kalisz

Voivoda
- Zygmunt Grudziński (1628-1652)

Sede do Conselho regional (Sejmik)
- Środa Wielkopolska

Divisão administrativa (até 1768)
- Condado de Kalisz (powiat kaliski),  Kalisz
- Condado de Konin (powiat koniński),  Konin
- Condado de Pyzdry (powiat pyzdrski),  Pyzdry
- Condado de Gniezno (powiat gnieżnieński),  Gniezno
- Condado de Kcynia (powiat kcyński),  Kcynia
- Condado de Nakło (powiat nakielski),  Nakło

Divisão administrativa (depois de 1768)
- Condado de Kalisz (powiat kaliski),  Kalisz
- Condado de Konin (powiat koniński),  Konin
- Condado de Pyzdry (powiat pyzdrski),  Pyzdry

Em 1768 os condados de Gniezno, Kcynia e Nakło foram transferidos para a recém criada voivodia de Gniezno.